# Сражение при Вейнендале
Сражение при Вейнендале (англ. Battle of Wijnendale) — одно из сражений, произошедших во время Войны за испанское наследство. Произошло 28 сентября 1708 года недалеко от Вейнендаля (современная Бельгия) между британскими войсками, защищающими конвой с припасами, предназначенным для осады Лилля, и франко-испанскими войсками.

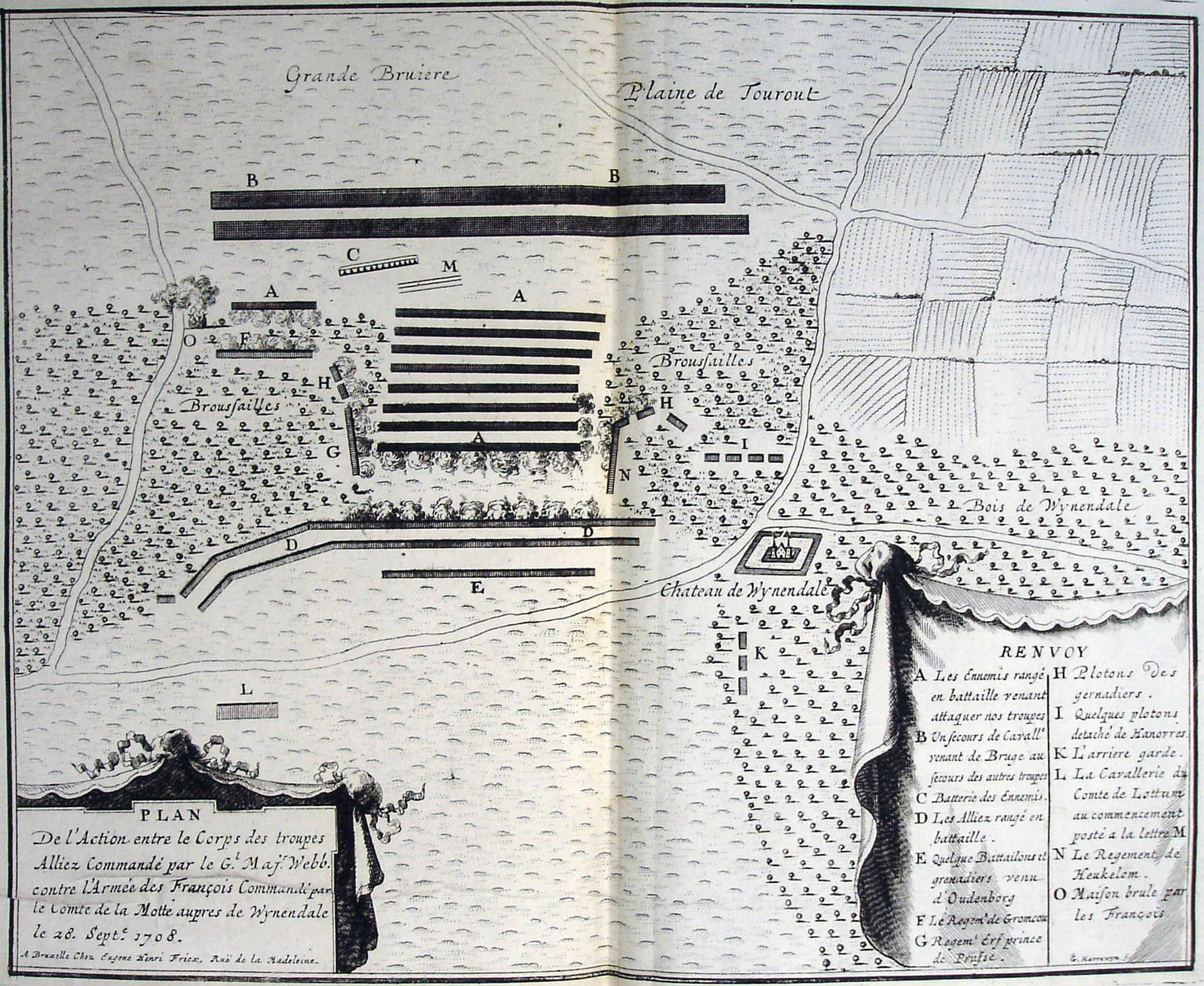
Карта-схема сражения.

Французы, желая перерезать пути снабжения союзной армии Евгения Савойского и герцога Мальборо, осаждавшей Лилль, решили взять под контроль все переправы через реку Шельда. С этой целью они двинулись вдоль реки, беря и укрепляя переправу за переправой. Союзники (британцы, австрийцы и голландцы), желая продолжить осаду Лилля, должны были восстановить пути снабжения. 21 сентября английский экспедиционный корпус численностью 6000 человек высадился в Остенде, затем вскоре захватил Леффинге, откуда вела дорога на Лилль. Теперь, когда Леффинге был взят, припасы можно было доставлять осаждающим войскам. Для защиты конвоя Мальборо направил 24 пехотных батальона и 12 кавалерийских эскадронов. 
Французская армия численностью 22 000 человек решила помешать конвою с припасами достичь Лилля. 28 сентября французы атаковали у Вейнендаля отряд генерала Уэбба, численностью 8000 человек. 
Де ла Мот рассчитывал на легкую победу. Вначале он обстрелял противника артиллерией, а затем приказал своей пехоте двигаться вперед. Уэбб построил свои войска в две линии и отбил две атаки французов. Сражение длилось всего два часа. Французы понесли такие тяжелые потери, что им пришлось отказаться от планов остановить конвой и отступить. 29 сентября конвою удалось доставить припасы и боеприпасы общим весом около 100 тонн, что в конечном итоге предопределило падение крепости Лилль.